# خوسيه توليدو
خوسيه توليدو مواليد 11 يناير 1994 في ساو باولو، هو لاعب كرة يد برازيلي يلعب كظهير أيمن. مثل منتخب البرازيل لكرة اليد. شارك في دورة الألعاب الأولمبية الصيفية سنة 2016.

## سجل المنافسة
شارك في البطولات التالية:
- بطولة العالم لكرة اليد للرجال 2015
- الألعاب الأولمبية الصيفية 2016

## روابط خارجية
- خوسيه توليدو على موقع الاتحاد الدولي لكرة اليد (الإنجليزية)
- خوسيه توليدو على موقع الاتحاد الأوروبي لكرة اليد (الإنجليزية)
- خوسيه توليدو على موقع اللجنة الأولمبية الدولية (الإنجليزية)
- خوسيه توليدو على موقع أوليمبيديا (الإنجليزية)